# Serranillos del Valle
Serranillos del Valle é um município da Espanha, na província e comunidade autônoma de Madrid. Tem 13,28 km² de área e em 2021 tinha 4 429 habitantes (densidade: 333,5 hab./km²). Limita com os municípios de Batres, Carranque, Cubas de la Sagra, Griñón, Moraleja de Enmedio e Ugena.